# 榛名湖温泉
榛名湖温泉（はるなこおんせん）は、群馬県高崎市（旧国上野国）榛名湖畔にある温泉。榛名山（榛名富士）北西麓の榛名カルデラ内にある深度303メートルの温泉井から動力揚湯されている。

## 泉質
- ナトリウム・マグネシウム・カルシウム、塩化物・硫酸塩泉など

## 温泉街
宿泊施設「ゆうすげ元湯」が存在する。「ゆうすげ元湯」には「本館」「コテージ」「湖畔荘」といった、人数・目的別に選べる建物・部屋がある（詳しくは外部リンク参照のこと）。

## 歴史
開湯したのは1976年とされる。

## アクセス
- 鉄道:高崎駅からバスで約90分。
- 自動車:渋川伊香保ICから国道17号･群馬県道33号渋川松井田線を経由して約40分。